# Фрай, Герхард
Герхард Михаэль Фрай (нем. Gerhard Michael Frey; 18 февраля 1933, Кам — 19 февраля 2013, Грефельфинг) — немецкий издатель и политик.

## Биография
Герхард Фрай родился в консервативной зажиточной семье в городе Каме. После окончания гимназия в Эттале изучал государство и право. Стажировку он проходил в правительстве Верхней Баварии.
В 1956 году защитил диссертацию в университете Мюнхена и Граца.
С 1951 года Фрай являлся сотрудником созданной на средства США антисоветской «Немецкой солдатской газеты». В 1954 году финансирование газеты прекратилось, и к 1960 году Фрай полностью выкупил издание, переименовав его в «Немецкую национальную газету», а также основал издательство «DSZ -Verlag». С тех пор газета стала центральным органом крайне правых партий и объединений. Сотрудником газеты являлся в частности популярный психолог Ганс Айзенк. «Немецкая национальная газета» осуждала «антигерманскую ложь» в отношении нацистского режима, пыталась преуменьшать число жертв Холокоста и критиковала фильм Стивена Спилберга «Список Шиндлера» как исторически неверный.
В дальнейшем империя Фрая расширилась за счет приобретения недвижимости и покупки «Ежедневной немецкой газеты» и издательства «FZ-Verlag».
Он унаследовал семейное состояние, составляющее около 250 млн евро. Кроме издательств и газет он владеет также недвижимостью в Мюнхене и Берлине.
После неудачной попытки пройти на выборах в Бундестаг 1969 года от НДПГ, Фрай несколько лет пытался занять руководящие посты в этой партии. В 1971 году он создал крайне правую партию «Немецкий народный союз» (ННС), а в 1979 году окончательно распрощался с НДПГ. С 1971 по 2009 Фрай являлся председателем ННС и её спонсором. Партия получила несколько мест на региональных выборах в сентябре 1991 года в Бремене и в апреле 1992 года в Шлезвиг-Гольштейне.
В июне 2010 года начались переговоры между руководством Национал-демократической партии Германии и Немецкого народного союза о возможном слиянии этих партий. С 1 января 2011 г. НДПГ объединилась с Немецким народным союзом.
Фрай поддерживал дружеские отношения с Рейнхардом Геленом и бывшим перебежчиком Отто Йоном, а также с Дэвидом Ирвингом, партией «Фламандский интерес», Жаном-Мари Ле Пеном, В. В. Жириновским.
Фрай был женат на Регине Фрай, управляющей «FZ-Verlag». Дочь Михаэла — юрист, сын — адвокат. Оба также работают в семейном бизнесе.